# Francesco Bardelli
Francesco Bardelli (18 maggio 2003) è un canottiere italiano.

## Biografia
La sua squadra di club è il Cerea SC.
Ai mondiali di Belgrado 2023 si è laureato campione iridato nel due senza pesi leggeri, assieme a Stefano Pinsone.

## Palmarès
- Mondiali

Belgrado 2023: oro nel 2 senza pesi leggeri;
- Mondiali U23

Hazewinkel 2022: argento nel 2 senza pesi leggeri;
2023: argento nel 2 senza pesi leggeri;